# 城山 (徳島市)
城山（しろやま）は、徳島県徳島市徳島町城内の徳島中央公園内にある山である。古くは渭山・猪山（いのやま）とも。

## 名称
徳島城があったため城山と呼ばれる。
古称は渭山。細川頼之が1385年に、助任川に映る山を中国長安の渭水に映る山になぞらえて、川を渭水・山を渭山と名づけたと伝えられる。
ただし一説にこれは史実ではなく、西から見ると猪（い）を伏した姿に見えることから猪山と呼ばれたともいう。

## 地理
徳島駅の北側に広がる徳島中央公園の中央を占める。標高61.7m（三角点の高さ）、東西400m×南北200m。吉野川デルタの一角の標高数メートルの平野に囲まれ、ほとんどの方向で斜面は傾斜を保ったまま平地に接している。頂上部は徳島城築城時に盛土・切土され平らになっている。
北は助任川に面し、最も近い箇所では間にあるのは細道だけである。東では堀川上流にある流れの池・泉の池に、南東では弁天池に接している。南西では徳島城の残存石垣が切り立ち、道を挟んで徳島駅と接している。ただし徳島駅の出入口は南口のみで、城山側に旅客用の出入口はない。
北西麓は唯一、なだらかな斜面で、徳島市民庭球場西の丸コートになっている。西麓にもかつては同様のなだらかな斜面があったが、1929年の西ノ丸運動場建設の際に切り崩され、平地が広げられた。現在の「ライオンの森」（内町小学校裏の広場）あたりである。そのすぐ西には内町小学校があるため、城山はしばしば内町小学校の学校行事に利用される。

## 自然

### 地質
沖積平野の堆積層の下の岩盤が堆積層の上に頭を出している部分である。東西に伸びる眉山の稜線の延長線上にあり、眉山や津田山と地下で繋がっている。
古生層に属する三波川変成帯の結晶片岩、主として緑色片岩から成る。
東麓に海蝕痕がある。縄文海進期の波による侵食跡である。地面から高さ約3mにあり、当時の海面がこの高さだったことがわかる。

### 植生
中腹以上にある城郭遺構を除き、山のほとんどが極相照葉樹林の原生林で、約600種が確認されている。1963年4月27日、城山の原生林として徳島市指定天然記念物に指定された。
ただし山全体が完全な原生林というわけではない。中腹から山頂に分布する徳島城遺構の多くと城山配水池は、盛土・切土されており、草地ないし土がむき出しである。北西の登山口から三の丸跡の間には、築城時の資材搬送路として伐採された跡がある。1929年完成の西ノ丸運動場のために西斜面が削られ、ニセアカシアが植えられた。1988年には森林保全のため、山内から採取された種子から育てられたホルトノキの苗木が補植された。
樹種はホルトノキが卓越し、クスノキ・エノキ・ムクノキなども多い。南斜面と北斜面では樹種が若干異なり、南斜面ではクスノキやホルトノキが、北斜面ではムクノキやエノキが多く、東斜面は中間的でムクノキやホルトノキが多い。西斜面では西ノ丸運動場と城山配水池の建設により本来の森は失われ、植林されたニセアカシアの森になっている。
1970年から樹木の立ち枯れが増加し、1984年からホルトノキの大木が枯死するようになった。原因として土壌の乾燥、大気汚染、アオサギの糞害などが考えられているが究明はされていない。市は1986年から本格的な調査を依頼し、1988年から1990年にかけ水平溝の設置・酸素管の埋設などの活性化対策を行った。これにより、森林は回復しつつあると判断された。
帰化植物が増加しており、1960年から1975年の間に26種が新しく確認された。なお西斜面に植えられたニセアカシアも外来植物である。

## 人工物
西登山路・本丸跡・東登山路に沿って、およそ西から東へ記す。

### 城郭遺構
南西麓の石垣
山麓では唯一の現存石垣である。山上の石垣に多い「野面積み」ではなく、より高度な「打ち込みはぎ」で積まれている。
三の丸跡
西登山路が通っている。上中下3段ないし上下2段になっている（狭い中段を数に入れるかどうかで異なると思われる）が、下段は大半が城山配水池のために切土され遺構は失われている。残存部分はヤブガラシの草原になっている。北に張り出した材木櫓跡（石垣を積まず同じ三の丸と同じ高さ）には、北麓から、築城時に資材運搬のために開かれた谷が伸びている。
帳櫓（とばりやぐら）跡
三の丸と西二の丸の間で、西二の丸より少し高い。4間×4間（約7m×7m）。石造りの基礎が残る。かつて、1907年に鋳造された日露戦勝記念鐘の鐘楼があった。
西二の丸跡
西登山路が通っている。ヒメアシボソの草原になっている。
弓櫓（ゆみやぐら）跡
本丸跡西端と繋がっており、しばしば本丸跡の一部とされる。段差があり本丸跡より少し高く、城山の山頂（最高点）がある。7間×8間（約13m×15m）。石造りの基礎が残る。
本丸跡
山頂付近に東西に広がる広場。草は生えておらず、玉砂利ないし土がむき出しである。1938年から2003年まで護國神社があった。
本丸東石垣
渭山城時代の石垣ではないかと言われていたが、調査により否定された。また、五輪塔の火輪と水輪の石が使われており、立ち退きを拒否して斬罪された範月坊を供養するためと言われるが、当時の築城によくある石材としての転用のようである。
東二の丸跡
東登山路が通っている。キンエノコロの草地になっている。
天守跡
東二の丸跡に碑が立つ。徳島城の天守は本丸ではなく東二の丸にあった。

### 施設
城山配水池
三の丸跡下段の大半のと、その西の斜面を切り崩して、1963年に建てられた上水道設備。塀と柵で囲まれ関係者以外立入禁止。半地下構造で、屋上は三の丸跡下段よりさらに低い平らな草地になっている。第十浄水場から西の丸配水場（西の丸コート地下）を経てここまで送水され、周辺の市街に配水している。
午砲跡
弓櫓跡に台座のみが残る。1916年4月1日から、戦中末期に戦時供出されるまであった。
四等三角点「城山」
弓櫓跡にある。標高61.7mでこれが山の標高とされるが、ここより少し高い地点がそばにある。
護國神社跡
1906年招魂社として山腹に遷座し、1938年11月29日本丸跡に遷座、翌1939年護國神社となった。1945年7月4日戦失、1958年4月4日再建。本丸跡西端に社殿、東端に社務所があったが、2003年徳島市雑賀町に遷座。跡地は完全に更地となり、現在は西端に水盤のみ残る（ただしかつての手水舎は東にあった）。東二の丸跡に、1対の石灯篭や石柱など、護國神社解体時の廃材らしき古びた石材が詰まれている。
清玄坊神社
本丸跡東部に建つ、石の祠のみの神社。もともと城山には清玄坊が祭る寺社があったが、築城時に立ち退きを拒んだため蜂須賀家政に謀殺された（弓で射られたとも、斬殺されたとも）。その後、祟りが相次いだため、家政は清玄の霊を鎮めるためにこの神社を建てた。毎年5月5日に「清玄さんのお祭り」が清玄の没地とされる一番町で開かれる。

### 記念碑
殉難警察官吏消防組員招魂碑
三の丸跡に1933年設置。高さ8mを超える。当初は下段にあったが、配水池建設により上段に移った。毎年秋に県警本部が、隔年で県消防協会が慰霊祭を行っている。
徳島県外地引揚者慰霊碑
西二の丸跡に1970年8月15日設置（終戦45周年）。1990年ごろまで、毎年5月に慰霊祭が行われていた。
御製碑・歩兵第六十二連隊第二大隊戦友の碑・歩兵第四十三連隊戦没者慰霊碑・追悼歌碑・ソロモン群島戦没者慰霊碑・徳島船砲会の慰霊碑・若鷹の碑
戦没者慰霊などの碑が本丸跡に並んでいたが、護國神社と共に雑賀町に移転した。
徳島戦災犠牲者慰霊塔
東二の丸天守跡に1955年7月4日設置（徳島大空襲10周年）。毎年7月4日に徳島戦災死没者遺族会が慰霊祭を行っている。

### 遺跡
城山貝塚
縄文海進期、紀元前1500年～紀元前500年ごろの洞窟遺跡。東麓～南東麓に順に1～3号貝塚が現存する。4号遺跡（貝塚はない）・5号貝塚も発見されたが現在では位置不明。

## 登山路
4口・3本の登山路がある。一定した呼称はないが、ここでは河野による。
- 東登山路 - 南麓の弁天池付近に登山口があり、東二の丸跡を経由する。かつては護國神社の表参道だった。江戸時代には藩主や藩役人が利用した[3]。
- 西登山路 - 南麓のSL展示場付近に登山口があり、三の丸跡・西二の丸跡を経由する。かつては護國神社の裏参道だった。江戸時代には大手筋だった[3]。
- 北登山路 - 北西麓の市民庭球場西の丸コート付近に西口が、北東麓の菖蒲園付近に東口があり、北斜面中腹で合流する。江戸時代には御座敷（御屋敷・御書院）の裏で、非常時に使う埋め門（抜け穴）が通じていた[3][7]。

## 歴史
- 紀元前1000年ごろ - 麓は海に面していた。海岸の洞窟には人が住み、城山貝塚を残した。
- 1385年00月00日 - 細川頼之が渭山城を築いた。当時の遺構は残っていない。
- 1586年00月00日 - 蜂須賀家政が徳島城を築いた。
- 1875年00月00日 - 徳島城解体により、山上の施設も全て取り壊された。
- 1906年01月09日 - 徳島公園（現 徳島中央公園）開設。城山は徳島公園の一部となった。
- 1906年04月00日 - 招魂社（現 護國神社）が眉山から城山山腹に移転。
- 1906年05月00日 - 記念標を大滝山（眉山の麓にある小山）から本丸跡に移転。
- 1916年04月01日 - 午砲が弓櫓跡に設置。
- 1922年04月03日 - 鳥居龍蔵が城山貝塚を発見した。
- 1928年00月00日 - 城山北まわりの道が開通。
- 1929年09月21日 - 西ノ丸運動場が完成。西麓斜面が切り崩された。
- 1933年07月15日 - 山腹に招魂碑が除幕。
- 1934年09月21日 - 室戸台風で竜王さんのクスなど多くの大木が倒れた。
- 1938年10月00日 - 記念標が本丸跡から東二の丸跡に移転。
- 1938年11月29日 - 招魂社（現 護國神社）が中腹から本丸跡に遷座。この際、登山路の石段が全て積み替えられた[11]。
- 1939年00月00日 - 招魂社が徳島縣護國神社に改名。
- 1940年05月03日 - 城山が都市計画風致地区に指定。
- 1942年12月15日 - 記念標が撤去。
- 1945年07月04日 - 徳島大空襲により護國神社が焼失。
- 1958年04月04日 - 護國神社が再建。
- 1961年09月16日 - 第2室戸台風で多くの大木が倒れた。
- 1963年03月31日 - 城山配水池が西三の丸跡に設置。
- 1963年04月27日 - 城山原生林が市文化財に指定。
- 1984年09月05日 - ホルトノキが市木に。
- 2002年12月26日 - 護國神社の移築解体が終了。
- 2003年00月00日 - 護國神社が本丸跡から雑賀町へ遷座。このころ本丸跡の碑も移転。
- 2009年00月00日 - 「城山（ホルトノキと城山貝塚）」が市制120年を記念した「とくしま市民遺産」に選定。

## 画像
- 北の助任川から。
- 南の下乗橋から（石垣の奥）。
- 東麓。
- 南の鷲の門前の歩道橋から。
- 南麓の竜王さんのクス。
- 南東麓の3号貝塚。
- 三の丸跡中段から下段と城山配水池を望む。
- 三の丸跡上段から帳櫓の石垣を望む。
- 西二の丸跡。
- 西二の丸跡から帳櫓跡を望む。奥の塔は殉難警察官吏消防組員招魂碑。
- 本丸跡から、弓櫓の石垣と西登山路を望む。
- 弓櫓（右）と本丸（奥）の石垣と西登山路。
- 本丸跡から弓櫓跡（中央奥の段差の先）を望む。手前左に水盤がある。
- 本丸跡。
- 本丸北の石垣と北登山路。
- 本丸東石垣。角手前下から3番目の笠型の石が五輪塔。
- 東二の丸跡。奥の碑は天守跡。
- 東二の丸の石垣。